# Shindand (distrikt)
Shindand är ett distrikt i Afghanistan. Det ligger i provinsen Herat, i den västra delen av landet, 600 kilometer väster om huvudstaden Kabul. Administrativt centrum är staden Shindand.
Distriktet beräknades år 2022 ha cirka 50 000 invånare.